# فيليب ريدون
فيليب ريدون (12 ديسمبر 1950 في غورون) (بالفرنسية: Philippe Redon)‏ لاعب كرة قدم فرنسي معتزل كان يجيد اللعب في مركز المهاجم وحاليا مدرب من دون عقد .
لعب ريدون في أندية رين (1971-1975) النجم الأحمر(1975-1976) باريس سان جيرمان (1976-1978) بوردو (1978-1979) ميتز (1979-1980) لافال (1980-1983) روين (1983-1984) بابيت (1984-1985) سانت إتيان (1985-1987) كريتيل (1987-1988) .
تولى ريدون تدريب أندية كريتيل (1988-1989) لنس (1989) كريتيل مجددا (1989-1990) منتخب الكاميرون (1991-1992) .

## روابط خارجية
- فيليب ريدون على موقع قاعدة بيانات كرة القدم.إي يو (الإنجليزية)
- فيليب ريدون على موقع ليكيب (الفرنسية)
- فيليب ريدون على موقع Soccerway.com (الإنجليزية)
- فيليب ريدون على موقع عالم كرة القدم.نت (الإنجليزية)
- فيليب ريدون على موقع GSA (الإنجليزية)